# Наджак

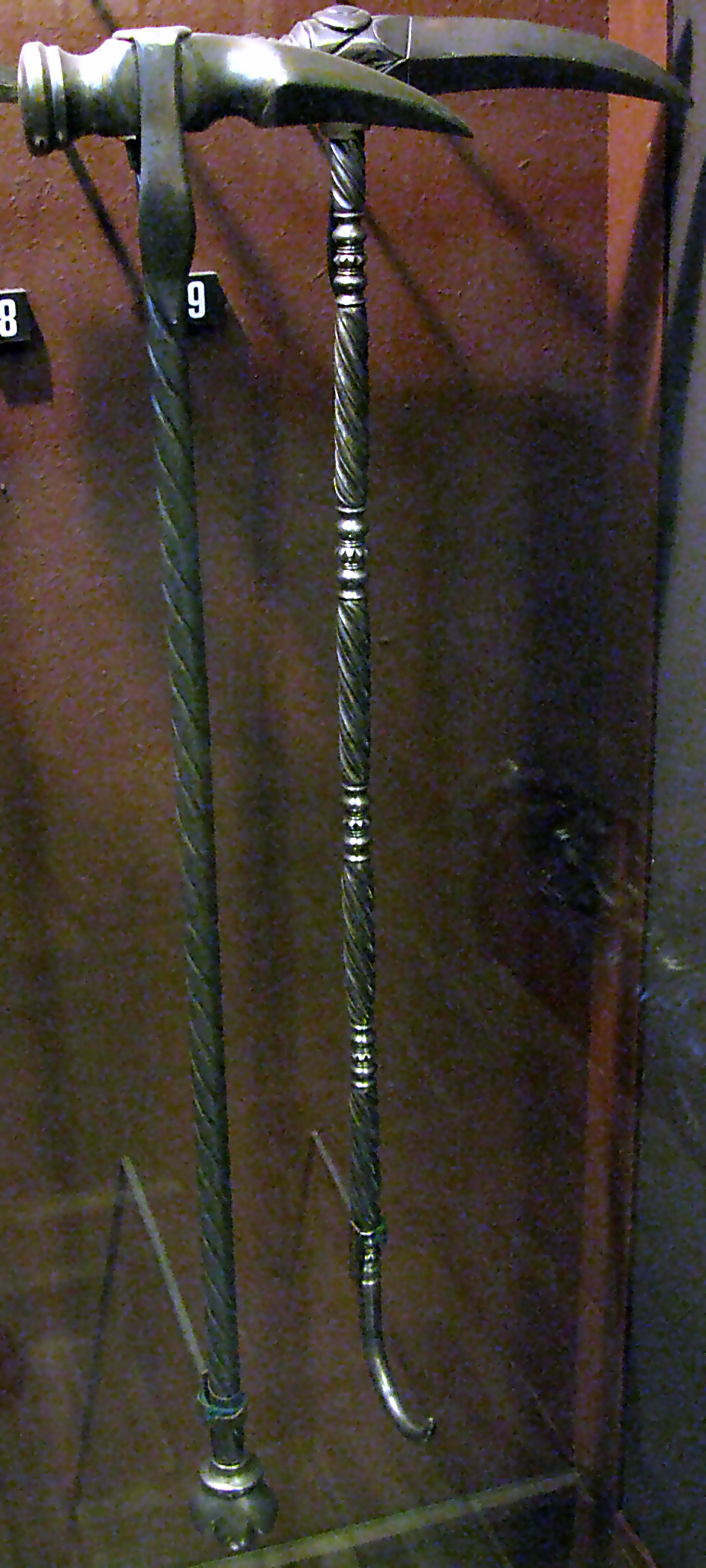
Польские наджаки,
XVII век

Наджа́к (пол. nadziak, от nadziać na coś, насадить на что-нибудь острое) — польский клевец. Состоял из стального наконечника, имевшего с одной стороны острый клюв-пробойник, а с другой — плоскую поверхность. Использовались в XV—XVII веках для пробивания доспехов.
Их применяли, хотя и нечасто, польские гусары. Среди же польской шляхты наджаки пользовались популярностью — их использовали в качестве посоха, а при надобности и как оружие. Енджей Китович пишет про наджак следующим образом:

Шляхтич, когда выходил из дому, прикреплял к боку саблю, брал в руки обух, который, помимо этого наименования, назывался также наджаком или чеканом. Выглядел он так: толстое древко, высотою от земли по пояс человеку, на конце, рукою удерживаемом, цилиндрический набалдашник — продолговатый серебряный, посеребрённый или вообще латунный; на другом конце этого же древка крепко насажен молот железный, латунный, а то и серебряный, с одного конца подобный сапожническому молотку, другой же конец, если был плоско-раскован как топорик, то именовался чеканом, если выглядел как клюв, крупный, несколько загнутый, то назывался наджаком, если же он загибался в кольцо как баранка — звался обухом. Страшное вооружение было в руках поляка, особенно когда вокруг царили настроения, к склокам и дракам склоняемые. Саблей один другому рубил руки, рассекал губы, ранил голову, но пролитая кровь утихомиривала сражающихся. Обухом же наносили раны часто смертельные, не видев крови, а потому — не видя её — не сразу опоминались, ударяли всё сильнее и сильнее и — не раня кожу — ломали рёбра и крушили кости. Шляхтичи, ходившие с этими обухами, более всего ими лишали здоровья своих подданных, а иногда и жизни. Поэтому на больших съездах, сеймах, сеймиках, трибуналах ❬...❭ не позволительно было показываться с наджаком. Инструмент этот и вправду был страшным, потому что когда один другого человека острым концом наджака ударял, то убивал сразу, вонзая железо в кость навылет.— Енджей Китович. «Описание обычаев и нравов при Августе III».